# عبد الرازق دسوقي

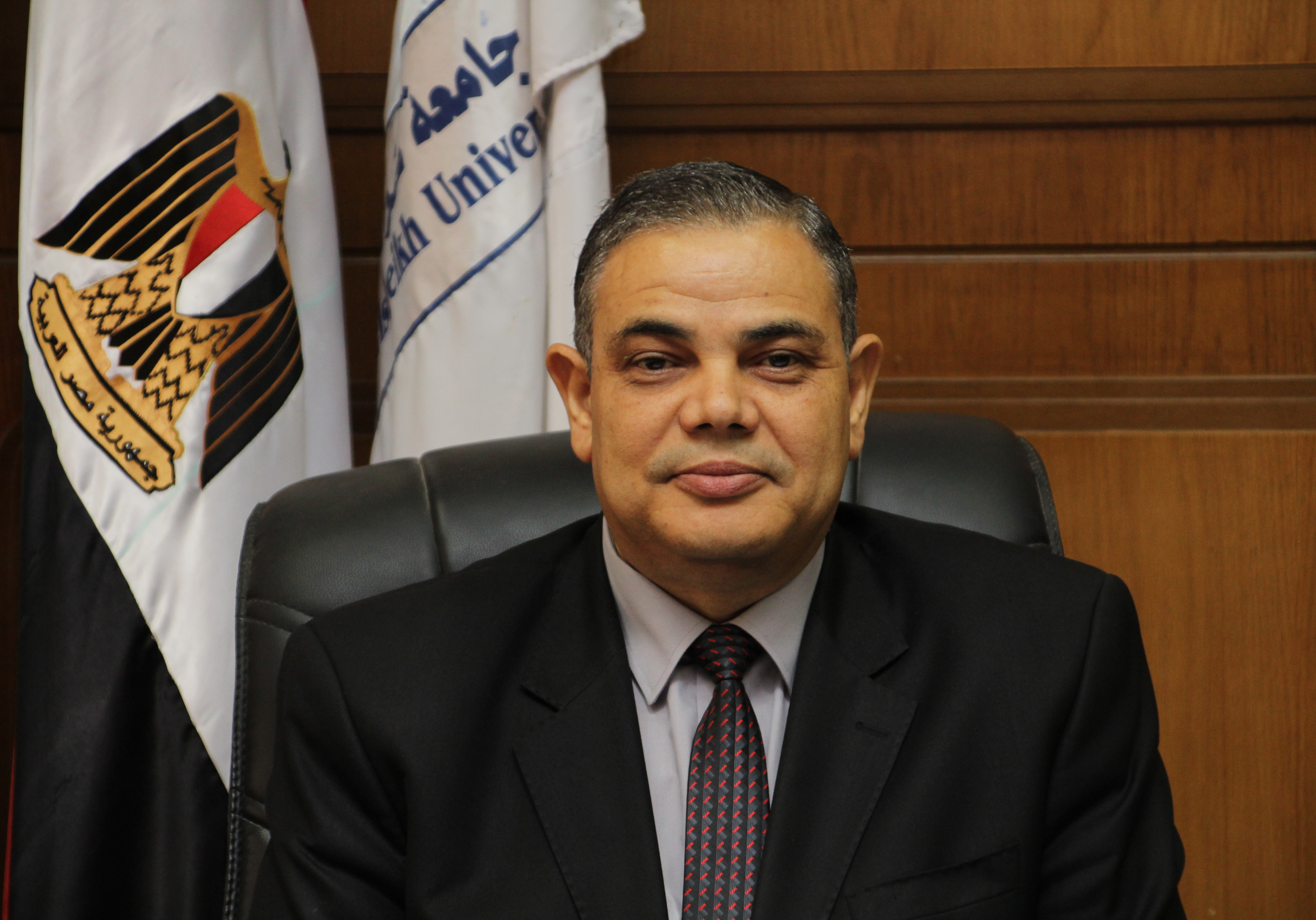
أ. د. عبد الرازق دسوقي

الأستاذ الدكتور عبد الرازق يوسف عبد العزيز دسوقي وشهرته عبد الرازق دسوقي الرئيس الحالي لـ جامعة كفر الشيخ بقرار رئيس الجمهورية رقم 397 لسنة 2019 ولمدة 4 سنوات من تاريخ الأول من أغسطس عام 2019.

## نشأته ورحلته التعليمية
ولد الدكتور عبد الرازق دسوقي بمحافظة كفر الشيخ وتحديدًا في مركز سيدي سالم، يوم 28 ديسمبر عام 1964 وتخرج في كلية الطب البيطري جامعة الزقازيق، عام 1988م، وحصل على درجة الماجستير، عام 1992م، ونال درجة الدكتوراه من جامعة الزقازيق عام 1998م.

## رحلته الأكاديمية
بدأ عبد الرازق دسوقي رحلته الأكاديمية معيدًا بكلية الطب البيطري بجامعة الزقازيق في العام 1988م، ثم مدرسًا مساعدًا عام 1992م، ورقي مدرسًا بكلية الطب البيطري جامعة كفر الشيخ عام 1998م، ثم أستاذًا مساعدًا بنفس الجامعة، عام 2004م، ونال درجة الأستاذية عام 2009م، وعين رئيسًا لجامعة كفر الشيخ عام 2019.

## جوائز علمية
- جائزة اتحاد الجامعات العربية لأفضل بحث علمي لعام 2004[2]
- جائزة جامعة كفر الشيخ للنشر العلمي الدولي لأعوام 2009، و2010، و2011، و2012.[2]

## وصلات خارجية
- رئيس الجمهورية يعين عبد الرازق دسوقي رئيسًا لجامعة كفر الشيخ
- رئيس جامعة كفر الشيخ
- ننشر السيرة الذاتية لرئيس جامعة كفر الشيخ الجديد
- جامعة كفر الشيخ السادس محليا وضمن أفضل 800 عالميا بالتصنيف الروسي